# 8990 Compassion
8990 Compassion eller 1980 DN är en asteroid i huvudbältet som upptäcktes den 19 februari 1980 av Kleť-observatoriet i Tjeckien. Den är uppkallad efter det engelska ordet Compassion vilket betyder Medkänsla.
Asteroiden har en diameter på ungefär 17 kilometer.